# 표준어 규정의 조항

## 제1부 - 표준어 사정 원칙[1]

### 제1장 - 총칙
- 제1항 : 표준어는 교양 있는 사람들이 두루 쓰는 현대 서울말로 정함을 원칙으로 한다.
- 제2항 : 외래어는 따로 사정한다.

### 제2장 - 발음 변화에 따른 표준어 규정

#### 제1절 - 자음
- 제3항 : 다음 단어들은 거센소리를 가진 형태를 표준어로 삼는다.(ㄱ을 표준어로 삼고, ㄴ을 버림.)

| ㄱ        | ㄴ        | 비고                                                           |
| --------- | --------- | -------------------------------------------------------------- |
| 끄나풀    | 끄나불    |                                                                |
| 나팔-꽃   | 나발-꽃   |                                                                |
| 녘        | 녁        | 동~, 들~, 새벽~, 동틀 ~.                                       |
| 부엌      | 부억      |                                                                |
| 살-쾡이   | 삵-괭이   |                                                                |
| 칸        | 간        | 1. ~막이, 빈~, 방 한 ~. 2. ‘초가삼간, 윗간’의 경우에는 ‘간’임. |
| 털어-먹다 | 떨어-먹다 | 재물을 다 없애다.                                              |

- 제4항 : 다음 단어들은 거센소리로 나지 않는 형태를 표준어로 삼는다.(ㄱ을 표준어로 삼고, ㄴ을 버림.)

| ㄱ        | ㄴ        |
| --------- | --------- |
| 가을-갈이 | 가을-카리 |
| 거시기    | 거시키    |
| 분침      | 푼침      |

- 제5항 : 어원에서 멀어진 형태로 굳어져서 널리 쓰이는 것은, 그것을 표준어로 삼는다.(ㄱ을 표준어로 삼고, ㄴ을 버림.)

| ㄱ        | ㄴ        | 비고                            |
| --------- | --------- | ------------------------------- |
| 강낭-콩   | 강남-콩   |                                 |
| 고삿      | 고샅      | 겉~, 속~.                       |
| 사글-세   | 삭월-세   | ‘월세’는 표준어임.              |
| 울력-성당 | 위력-성당 | 떼를 지어서 으르고 협박하는 일. |

다만, 어원적으로 원형에 더 가까운 형태가 아직 쓰이고 있는 경우에는, 그것을 표준어로 삼는다.(ㄱ을 표준어로 삼고, ㄴ을 버림.)
| ㄱ        | ㄴ        | 비고                                                                     |
| --------- | --------- | ------------------------------------------------------------------------ |
| 갈비      | 가리      | ~구이, ~찜, 갈빗-대.                                                     |
| 갓모      | 갈모      | 1. 사기 만드는 물레 밑 고리. 2. '갈모'는 갓 위에 쓰는, 유지로 만든 우비. |
| 굴-젓     | 구-젓     |                                                                          |
| 말-곁     | 말-겻     |                                                                          |
| 물-수란   | 물-수랄   |                                                                          |
| 밀-뜨리다 | 미-뜨리다 |                                                                          |
| 적-이     | 저으기    | 적이-나, 적이나-하면.                                                    |
| 휴지      | 수지      |                                                                          |

- 제6항 : 다음 단어들은 의미를 구별함이 없이, 한 가지 형태만을 표준어로 삼는다.(ㄱ을 표준어로 삼고, ㄴ을 버림.)

| ㄱ     | ㄴ    | 비고                                                 |
| ------ | ----- | ---------------------------------------------------- |
| 돌     | 돐    | 생일, 주기.                                          |
| 둘-째  | 두-째 | ‘제2, 두 개째’의 뜻.                                 |
| 셋-째  | 세-째 | ‘제3, 세 개째’의 뜻.                                 |
| 넷-째  | 네-째 | ‘제4, 네 개째’의 뜻.                                 |
| 빌리다 | 빌다  | 1. 빌려주다, 빌려 오다. 2. ‘용서를 빌다’는 ‘빌다’임. |

다만, ‘둘째’는 십 단위 이상의 서수사에 쓰일 때에 ‘두째’로 한다.
| ㄱ        | ㄴ | 비고                             |
| --------- | -- | -------------------------------- |
| 열두-째   |    | 열두 개째의 뜻은 ‘열둘째’로.     |
| 스물두-째 |    | 스물두 개째의 뜻은 ‘스물둘째’로. |

- 제7항 : 수컷을 이르는 접두사는 '수-'로 통일한다.(ㄱ을 표준어로 삼고, ㄴ을 버림.)

| ㄱ          | ㄴ          | 비고               |
| ----------- | ----------- | ------------------ |
| 수-꿩       | 수-퀑/숫-꿩 | '장끼'도 표준어임. |
| 수-나사     | 숫-나사     |                    |
| 수-놈       | 숫-놈       |                    |
| 수-사돈     | 숫-사돈     |                    |
| 수-소       | 숫-소       | '황소'도 표준어임. |
| 수-은행나무 | 숫-은행나무 |                    |

다만 1. 다음 단어에서는 접두사 다음에서 나는 거센소리를 인정한다. 접두사 '암-'이 결합되는 경우에도 이에 준한다.(ㄱ을 표준어로 삼고, ㄴ을 버림.)
| ㄱ        | ㄴ        |
| --------- | --------- |
| 수-캉아지 | 숫-강아지 |
| 수-캐     | 숫-개     |
| 수-컷     | 숫-것     |
| 수-키와   | 숫-기와   |
| 수-탉     | 숫-닭     |
| 수-탕나귀 | 숫-당나귀 |
| 수-톨쩌귀 | 숫-돌쩌귀 |
| 수-퇘지   | 숫-돼지   |
| 수-평아리 | 숫-병아리 |

다만 2. 다음 단어의 접두사는 '숫-'으로 한다.(ㄱ을 표준어로 삼고, ㄴ을 버림.)
| ㄱ      | ㄴ      |
| ------- | ------- |
| 숫-양   | 수-양   |
| 숫-염소 | 수-염소 |
| 숫-쥐   | 수-쥐   |

#### 제2절 - 모음
- 제8항 : 양성 모음이 음성 모음으로 바뀌어 굳어진 다음 단어는 음성 모음 형태를 표준어로 삼는다.(ㄱ을 표준어로 삼고, ㄴ을 버림.)

| ㄱ           | ㄴ           | 비고                                              |
| ------------ | ------------ | ------------------------------------------------- |
| 깡충-깡충    | 깡총-깡총    | 큰말은 ‘껑충껑충’임.                              |
| -둥이        | -동이        | ←童-이. 귀-, 막-, 선-, 쌍-, 검-, 바람-, 흰-.      |
| 발가-숭이    | 발가-송이    | 센말은 ‘빨가숭이’, 큰말은 ‘벌거숭이, 뻘거숭이’임. |
| 보퉁이       | 보통이       |                                                   |
| 봉죽         | 봉족         | ←奉足. ~꾼, ~들다.                                |
| 뻗정-다리    | 뻗장-다리    |                                                   |
| 아서, 아서라 | 앗아, 앗아라 | 하지 말라고 금지하는 말.                          |
| 오뚝-이      | 오똑-이      | 부사도 ‘오뚝-이’임.                               |
| 주추         | 주초         | ←柱礎. 주춧-돌.                                   |

다만, 어원 의식이 강하게 작용하는 다음 단어에서는 양성 모음 형태를 그대로 표준어로 삼는다.(ㄱ을 표준어로 삼고, ㄴ을 버림.)
| ㄱ         | ㄴ   | 비고           |
| ---------- | ---- | -------------- |
| 부조(扶助) | 부주 | ~금, 부좃-술.  |
| 사돈(査頓) | 사둔 | 밭~, 안~.      |
| 삼촌(三寸) | 삼춘 | 시~, 외~, 처~. |

- 제9항 : ‘ㅣ’ 역행 동화 현상에 의한 발음은 원칙적으로 표준 발음으로 인정하지 아니하되, 다만 다음 단어들은 그러한 동화가 적용된 형태를 표준어로 삼는다.(ㄱ을 표준어로 삼고, ㄴ을 버림.)

| ㄱ          | ㄴ          | 비고                      |
| ----------- | ----------- | ------------------------- |
| -내기       | -나기       | 서울-, 시골-, 신출-, 풋-. |
| 냄비        | 남비        |                           |
| 동댕이-치다 | 동당이-치다 |                           |

- - 붙임 1 : 다음 단어는 ‘ㅣ’ 역행 동화가 일어나지 아니한 형태를 표준어로 삼는다.(ㄱ을 표준어로 삼고, ㄴ을 버림.)

| ㄱ       | ㄴ       |
| -------- | -------- |
| 아지랑이 | 아지랭이 |

- - 붙임 2 : 기술자에게는 ‘-장이’, 그 외에는 ‘-쟁이’가 붙는 형태를 표준어로 삼는다.(ㄱ을 표준어로 삼고, ㄴ을 버림.)

| ㄱ          | ㄴ          |
| ----------- | ----------- |
| 미장이      | 미쟁이      |
| 유기장이    | 유기쟁이    |
| 멋쟁이      | 멋장이      |
| 소금쟁이    | 소금장이    |
| 담쟁이-덩굴 | 담장이-덩굴 |
| 골목쟁이    | 골목장이    |
| 발목쟁이    | 발목장이    |

- 제10항 : 다음 단어는 모음이 단순화한 형태를 표준어로 삼는다.(ㄱ을 표준어로 삼고, ㄴ을 버림.)

| ㄱ            | ㄴ                  | 비고                    |
| ------------- | ------------------- | ----------------------- |
| 괴팍-하다     | 괴퍅-하다/괴팩-하다 |                         |
| -구먼         | -구면               |                         |
| 미루-나무     | 미류-나무           | ←美柳~.                 |
| 미륵          | 미력                | ←彌勒. ~보살, ~불, 돌~. |
| 여느          | 여늬                |                         |
| 온-달         | 왼-달               | 만 한 달.               |
| 으레          | 으례                |                         |
| 케케-묵다     | 켸켸-묵다           |                         |
| 허우대        | 허위대              |                         |
| 허우적-허우적 | 허위적-허위적       | 허우적-거리다.          |

- 제11항 : 다음 단어에서는 모음의 발음 변화를 인정하여, 발음이 바뀌어 굳어진 형태를 표준어로 삼는다.(ㄱ을 표준어로 삼고, ㄴ을 버림.)

| ㄱ          | ㄴ          | 비고                                                          |
| ----------- | ----------- | ------------------------------------------------------------- |
| -구려       | -구료       |                                                               |
| 깍쟁이      | 깍정이      | 1. 서울~, 알~, 찰~. 2. 도토리, 상수리 등의 받침은 ‘깍정이’임. |
| 나무라다    | 나무래다    |                                                               |
| 미수        | 미시        | 미숫-가루.                                                    |
| 바라다      | 바래다      | ‘바램[所望]’은 비표준어임.                                    |
| 상추        | 상치        | ~쌈.                                                          |
| 시러베-아들 | 실업의-아들 |                                                               |
| 주책        | 주착        | ←主着. ~망나니, ~없다.                                        |
| 지루-하다   | 지리-하다   | ←支離.                                                        |
| 튀기        | 트기        |                                                               |
| 허드레      | 허드래      | 허드렛-물, 허드렛-일.                                         |
| 호루라기    | 호루루기    |                                                               |

- 제12항 : ‘웃-’ 및 ‘윗-’은 명사 ‘위’에 맞추어 ‘윗-’으로 통일한다.(ㄱ을 표준어로 삼고, ㄴ을 버림.)

| ㄱ        | ㄴ        | 비고             |
| --------- | --------- | ---------------- |
| 윗-넓이   | 웃-넓이   |                  |
| 윗-눈썹   | 웃-눈썹   |                  |
| 윗-니     | 웃-니     |                  |
| 윗-당줄   | 웃-당줄   |                  |
| 윗-덧줄   | 웃-덧줄   |                  |
| 윗-도리   | 웃-도리   |                  |
| 윗-동아리 | 웃-동아리 | 준말은 ‘윗동’임. |
| 윗-막이   | 웃-막이   |                  |
| 윗-머리   | 웃-머리   |                  |
| 윗-목     | 웃-목     |                  |
| 윗-몸     | 웃-몸     | ~ 운동.          |
| 윗-바람   | 웃-바람   |                  |
| 윗-배     | 웃-배     |                  |
| 윗-벌     | 웃-벌     |                  |
| 윗-변     | 웃-변     | 수학 용어.       |
| 윗-사랑   | 웃-사랑   |                  |
| 윗-세장   | 웃-세장   |                  |
| 윗-수염   | 웃-수염   |                  |
| 윗-입술   | 웃-입술   |                  |
| 윗-잇몸   | 웃-잇몸   |                  |
| 윗-자리   | 웃-자리   |                  |
| 윗-중방   | 웃-중방   |                  |

다만 1. 된소리나 거센소리 앞에서는 ‘위’로 한다.(ㄱ을 표준어로 삼고, ㄴ을 버림.)
| ㄱ      | ㄴ      | 비고           |
| ------- | ------- | -------------- |
| 위-짝   | 웃-짝   |                |
| 위-쪽   | 웃-쪽   |                |
| 위-채   | 웃-채   |                |
| 위-층   | 웃-층   |                |
| 위-치마 | 웃-치마 |                |
| 위-턱   | 웃-턱   | ~구름[上層雲]. |
| 위-팔   | 웃-팔   |                |

다만 2. ‘아래, 위’의 대립이 없는 단어는 ‘웃-’으로 발음되는 형태를 표준어로 삼는다.(ㄱ을 표준어로 삼고, ㄴ을 버림.)
| ㄱ      | ㄴ      | 비고   |
| ------- | ------- | ------ |
| 웃-국   | 윗-국   |        |
| 웃-기   | 윗-기   |        |
| 웃-돈   | 윗-돈   |        |
| 웃-비   | 윗-비   | ~걷다. |
| 웃-어른 | 윗-어른 |        |
| 웃-옷   | 윗-옷   |        |

- 제13항 : 한자 ‘구(句)’가 붙어서 이루어진 단어는 ‘귀’로 읽는 것을 인정하지 아니하고, ‘구’로 통일한다.(ㄱ을 표준어로 삼고, ㄴ을 버림.)

| ㄱ             | ㄴ     | 비고         |
| -------------- | ------ | ------------ |
| 구법(句法)     | 귀법   |              |
| 구절(句節)     | 귀절   |              |
| 구점(句點)     | 귀점   |              |
| 결구(結句)     | 결귀   |              |
| 경구(警句)     | 경귀   |              |
| 경인구(警人句) | 경인귀 |              |
| 난구(難句)     | 난귀   |              |
| 단구(短句)     | 단귀   |              |
| 단명구(短命句) | 단명귀 |              |
| 대구(對句)     | 대귀   | ~법(對句法). |
| 문구(文句)     | 문귀   |              |
| 성구(成句)     | 성귀   | ~어(成句語). |
| 시구(詩句)     | 시귀   |              |
| 어구(語句)     | 어귀   |              |
| 연구(聯句)     | 연귀   |              |
| 인용구(引用句) | 인용귀 |              |
| 절구(絶句)     | 절귀   |              |

다만, 다음 단어는 ‘귀’로 발음되는 형태를 표준어로 삼는다.(ㄱ을 표준어로 삼고, ㄴ을 버림.)
| ㄱ    | ㄴ    |
| ----- | ----- |
| 귀-글 | 구-글 |
| 글-귀 | 글-구 |

#### 제3절 - 준말
- 제14항 : 준말이 널리 쓰이고 본말이 잘 쓰이지 않는 경우에는, 준말만을 표준어로 삼는다.(ㄱ을 표준어로 삼고, ㄴ을 버림.)

| ㄱ      | ㄴ        | 비고                                           |
| ------- | --------- | ---------------------------------------------- |
| 귀찮다  | 귀치 않다 |                                                |
| 김      | 기음      | ~매다.                                         |
| 똬리    | 또아리    |                                                |
| 무      | 무우      | ~강즙, ~말랭이, ~생채, 가랑~, 갓~, 왜~, 총각~. |
| 미다    | 무이다    | 1. 털이 빠져 살이 드러나다. 2. 찢어지다.       |
| 뱀      | 배암      |                                                |
| 뱀-장어 | 배암-장어 |                                                |
| 빔      | 비음      | 설~, 생일~.                                    |
| 샘      | 새암      | ~바르다, ~바리.                                |
| 생-쥐   | 새앙-쥐   |                                                |
| 솔개    | 소리개    |                                                |
| 온-갖   | 온-가지   |                                                |
| 장사-치 | 장사-아치 |                                                |

- 제15항 : 준말이 쓰이고 있더라도, 본말이 널리 쓰이고 있으면 본말을 표준어로 삼는다.(ㄱ을 표준어로 삼고, ㄴ을 버림.)

| ㄱ          | ㄴ              | 비고                                |
| ----------- | --------------- | ----------------------------------- |
| 경황-없다   | 경-없다         |                                     |
| 궁상-떨다   | 궁-떨다         |                                     |
| 귀이-개     | 귀-개           |                                     |
| 낌새        | 낌              |                                     |
| 낙인-찍다   | 낙-하다/낙-치다 |                                     |
| 내왕-꾼     | 냉-꾼           |                                     |
| 돗-자리     | 돗              |                                     |
| 뒤웅-박     | 뒝-박           |                                     |
| 뒷물-대야   | 뒷-대야         |                                     |
| 마구-잡이   | 막-잡이         |                                     |
| 맵자-하다   | 맵자다          | 모양이 제격에 어울리다.             |
| 모이        | 모              |                                     |
| 벽-돌       | 벽              |                                     |
| 부스럼      | 부럼            | 정월 보름에 쓰는 ‘부럼’은 표준어임. |
| 살얼음-판   | 살-판           |                                     |
| 수두룩-하다 | 수둑-하다       |                                     |
| 암-죽       | 암              |                                     |
| 어음        | 엄              |                                     |
| 일구다      | 일다            |                                     |
| 죽-살이     | 죽-살           |                                     |
| 퇴박-맞다   | 퇴-맞다         |                                     |
| 한통-치다   | 통-치다         |                                     |

- - 붙임 : 다음과 같이 명사에 조사가 붙은 경우에도 이 원칙을 적용한다.(ㄱ을 표준어로 삼고, ㄴ을 버림.)

| ㄱ      | ㄴ    |
| ------- | ----- |
| 아래-로 | 알-로 |

- 제16항 : 준말과 본말이 다 같이 널리 쓰이면서 준말의 효용이 뚜렷이 인정되는 것은, 두 가지를 다 표준어로 삼는다.(ㄱ은 본말이며, ㄴ은 준말임.)

| ㄱ            | ㄴ          | 비고                                                     |
| ------------- | ----------- | -------------------------------------------------------- |
| 거짓-부리     | 거짓-불     | 작은말은 ‘가짓부리, 가짓불’임.                           |
| 노을          | 놀          | 저녁~.                                                   |
| 막대기        | 막대        |                                                          |
| 망태기        | 망태        |                                                          |
| 머무르다      | 머물다      | 모음 어미가 연결될 때에는 준말의 활용형을 인정하지 않음. |
| 서두르다      | 서둘다      | 모음 어미가 연결될 때에는 준말의 활용형을 인정하지 않음. |
| 서투르다      | 서툴다      | 모음 어미가 연결될 때에는 준말의 활용형을 인정하지 않음. |
| 석새-삼베     | 석새-베     |                                                          |
| 시-누이       | 시-뉘/시-누 |                                                          |
| 오-누이       | 오-뉘/오-누 |                                                          |
| 외우다        | 외다        | 외우며, 외워 : 외며, 외어.                               |
| 이기죽-거리다 | 이죽-거리다 |                                                          |
| 찌꺼기        | 찌끼        | ‘찌꺽지’는 비표준어임.                                   |

#### 제4절 - 단수 표준어
- 제17항 : 비슷한 발음의 몇 형태가 쓰일 경우, 그 의미에 아무런 차이가 없고, 그중 하나가 더 널리 쓰이면, 그 한 형태만을 표준어로 삼는다.(ㄱ을 표준어로 삼고, ㄴ을 버림.)

| ㄱ          | ㄴ                      | 비고                                                                                 |
| ----------- | ----------------------- | ------------------------------------------------------------------------------------ |
| 거든-그리다 | 거둥-그리다             | 1. 거든하게 거두어 싸다. 2. 작은말은 ‘가든-그리다’임.                                |
| 구어-박다   | 구워-박다               | 사람이 한 군데에서만 지내다.                                                         |
| 귀-고리     | 귀엣-고리               |                                                                                      |
| 귀-띔       | 귀-틤                   |                                                                                      |
| 귀-지       | 귀에-지                 |                                                                                      |
| 까딱-하면   | 까땍-하면               |                                                                                      |
| 꼭두-각시   | 꼭둑-각시               |                                                                                      |
| 내색        | 나색                    | 감정이 나타나는 얼굴빛.                                                              |
| 내숭-스럽다 | 내흉-스럽다             |                                                                                      |
| 냠냠-거리다 | 얌냠-거리다             | 냠냠-하다.                                                                           |
| 냠냠-이     | 얌냠-이                 |                                                                                      |
| 너[四]      | 네                      | ~ 돈, ~ 말, ~ 발, ~ 푼.                                                              |
| 넉[四]      | 너/네                   | ~ 냥, ~ 되, ~ 섬, ~ 자.                                                              |
| 다다르다    | 다닫다                  |                                                                                      |
| 댑-싸리     | 대-싸리                 |                                                                                      |
| 더부룩-하다 | 더뿌룩-하다/듬뿌룩-하다 |                                                                                      |
| -던         | -든                     | 선택, 무관의 뜻을 나타내는 어미는 ‘-든’임. 가-든(지) 말-든(지), 보-든(가) 말-든(가). |
| -던가       | -든가                   |                                                                                      |
| -던걸       | -든걸                   |                                                                                      |
| -던고       | -든고                   |                                                                                      |
| -던데       | -든데                   |                                                                                      |
| -던지       | -든지                   |                                                                                      |
| -(으)려고   | -(으)ㄹ려고/-(으)ㄹ라고 |                                                                                      |
| -(으)려야   | -(으)ㄹ려야/-(으)ㄹ래야 |                                                                                      |
| 망가-뜨리다 | 망그-뜨리다             |                                                                                      |
| 멸치        | 며루치/메리치           |                                                                                      |
| 반빗-아치   | 반비-아치               | ‘반빗’ 노릇을 하는 사람. 찬비(饌婢). ‘반비’는 밥 짓는 일을 맡은 계집종.              |
| 보습        | 보십/보섭               |                                                                                      |
| 본새        | 뽄새                    |                                                                                      |
| 봉숭아      | 봉숭화                  | ‘봉선화’도 표준어임.                                                                 |
| 뺨-따귀     | 뺌-따귀/뺨-따구니       | ‘뺨’의 비속어임.                                                                     |
| 뻐개다[斫]  | 뻐기다                  | 두 조각으로 가르다.                                                                  |
| 뻐기다[誇]  | 뻐개다                  | 뽐내다.                                                                              |
| 사자-탈     | 사지-탈                 |                                                                                      |
| 상-판대기   | 쌍-판대기               |                                                                                      |
| 서[三]      | 세/석                   | ~ 돈, ~ 말, ~ 발, ~ 푼.                                                              |
| 석[三]      | 세                      | ~ 냥, ~ 되, ~ 섬, ~ 자.                                                              |
| 설령(設令)  | 서령                    |                                                                                      |
| -습니다     | -읍니다                 | 먹습니다, 갔습니다, 없습니다, 있습니다, 좋습니다. 모음 뒤에는 ‘-ㅂ니다’임.           |
| 시름-시름   | 시늠-시늠               |                                                                                      |
| 씀벅-씀벅   | 썸벅-썸벅               |                                                                                      |
| 아궁이      | 아궁지                  |                                                                                      |
| 아내        | 안해                    |                                                                                      |
| 어-중간     | 어지-중간               |                                                                                      |
| 오금-팽이   | 오금-탱이               |                                                                                      |
| 오래-오래   | 도래-도래               | 돼지 부르는 소리.                                                                    |
| -올시다     | -올습니다               |                                                                                      |
| 옹골-차다   | 공골-차다               |                                                                                      |
| 우두커니    | 우두머니                | 작은말은 ‘오도카니’임.                                                               |
| 잠-투정     | 잠-투세/잠-주정         |                                                                                      |
| 재봉-틀     | 자봉-틀                 | 발~, 손~.                                                                            |
| 짓-무르다   | 짓-물다                 |                                                                                      |
| 짚-북데기   | 짚-북세기               | '짚북더기'도 비표준어임.                                                             |
| 쪽          | 짝                      | 편(便). 이~, 그~, 저~. 다만, ‘아무-짝’은 ‘짝’임.                                     |
| 천장(天障)  | 천정                    | ‘천정부지(天井不知)’는 ‘천정’임.                                                     |
| 코-맹맹이   | 코-맹녕이               |                                                                                      |
| 흉-업다     | 흉-헙다                 |                                                                                      |

#### 제5절 - 복수 표준어
- 제18항 : 다음 단어는 ㄱ을 원칙으로 하고, ㄴ도 허용한다.

| ㄱ   | ㄴ     | 비고                             |
| ---- | ------ | -------------------------------- |
| 네   | 예     |                                  |
| 쇠-  | 소-    | -가죽, -고기, -기름, -머리, -뼈. |
| 괴다 | 고이다 | 물이 ~, 밑을 ~.                  |
| 꾀다 | 꼬이다 | 어린애를 ~, 벌레가 ~.            |
| 쐬다 | 쏘이다 | 바람을 ~.                        |
| 죄다 | 조이다 | 나사를 ~.                        |
| 쬐다 | 쪼이다 | 볕을 ~.                          |

- 제19항 : 어감의 차이를 나타내는 단어 또는 발음이 비슷한 단어들이 다 같이 널리 쓰이는 경우에는, 그 모두를 표준어로 삼는다.(ㄱ, ㄴ을 모두 표준어로 삼음.)

| ㄱ            | ㄴ            | 비고         |
| ------------- | ------------- | ------------ |
| 거슴츠레-하다 | 게슴츠레-하다 |              |
| 고까          | 꼬까          | ~신, ~옷.    |
| 고린-내       | 코린-내       |              |
| 교기(驕氣)    | 갸기          | 교만한 태도. |
| 구린-내       | 쿠린-내       |              |
| 꺼림-하다     | 께름-하다     |              |
| 나부랭이      | 너부렁이      |              |

### 제3장 - 어휘 선택의 변화에 따른 표준어 규정

#### 제1절 - 고어
- 제20항 : 사어(死語)가 되어 쓰이지 않게 된 단어는 고어로 처리하고, 현재 널리 사용되는 단어를 표준어로 삼는다.(ㄱ을 표준어로 삼고, ㄴ을 버림.)

| ㄱ          | ㄴ        |
| ----------- | --------- |
| 난봉        | 봉        |
| 낭떠러지    | 낭        |
| 설거지-하다 | 설겆다    |
| 애달프다    | 애닯다    |
| 오동-나무   | 머귀-나무 |
| 자두        | 오얏      |

#### 제2절 - 한자어
- 제21항 : 고유어 계열의 단어가 널리 쓰이고 그에 대응되는 한자어 계열의 단어가 용도를 잃게 된 것은, 고유어 계열의 단어만을 표준어로 삼는다.(ㄱ을 표준어로 삼고, ㄴ을 버림.)

| ㄱ        | ㄴ             | 비고                          |
| --------- | -------------- | ----------------------------- |
| 가루-약   | 말-약          |                               |
| 구들-장   | 방-돌          |                               |
| 길품-삯   | 보행-삯        |                               |
| 까막-눈   | 맹-눈          |                               |
| 꼭지-미역 | 총각-미역      |                               |
| 나뭇-갓   | 시장-갓        |                               |
| 늙-다리   | 노-닥다리      |                               |
| 두껍-닫이 | 두껍-창        |                               |
| 떡-암죽   | 병-암죽        |                               |
| 마른-갈이 | 건-갈이        |                               |
| 마른-빨래 | 건-빨래        |                               |
| 메-찰떡   | 반-찰떡        |                               |
| 박달-나무 | 배달-나무      |                               |
| 밥-소라   | 식-소라        | 큰 놋그릇.                    |
| 사래-논   | 사래-답        | 묘지기나 마름이 부쳐 먹는 땅. |
| 사래-밭   | 사래-전        |                               |
| 삯-말     | 삯-마          |                               |
| 성냥      | 화-곽          |                               |
| 솟을-무늬 | 솟을-문(∼紋)   |                               |
| 외-지다   | 벽-지다        |                               |
| 움-파     | 동-파          |                               |
| 잎-담배   | 잎-초          |                               |
| 잔-돈     | 잔-전          |                               |
| 조-당수   | 조-당죽        |                               |
| 죽데기    | 피-죽          | ‘죽더기’도 비표준어임.        |
| 지겟-다리 | 목-발          | 지게 동발의 양쪽 다리.        |
| 짐-꾼     | 부지-군(負持-) |                               |
| 푼-돈     | 분-전/푼-전    |                               |
| 흰-말     | 백-말/부루-말  | ‘백마’는 표준어임.            |
| 흰-죽     | 백-죽          |                               |

- 제22항 : 고유어 계열의 단어가 생명력을 잃고 그에 대응되는 한자어 계열의 단어가 널리 쓰이면, 한자어 계열의 단어를 표준어로 삼는다.(ㄱ을 표준어로 삼고, ㄴ을 버림.)

| ㄱ                      | ㄴ              | 비고   |
| ----------------------- | --------------- | ------ |
| 개다리-소반             | 개다리-밥상     |        |
| 겸-상                   | 맞-상           |        |
| 고봉-밥                 | 높은-밥         |        |
| 단-벌                   | 홑-벌           |        |
| 마방-집                 | 마바리-집       | 馬房∼. |
| 민망-스럽다/면구-스럽다 | 민주-스럽다     |        |
| 방-고래                 | 구들-고래       |        |
| 부항-단지               | 뜸-단지         |        |
| 산-누에                 | 멧-누에         |        |
| 산-줄기                 | 멧-줄기/멧-발   |        |
| 수-삼                   | 무-삼           |        |
| 심-돋우개               | 불-돋우개       |        |
| 양-파                   | 둥근-파         |        |
| 어질-병                 | 어질-머리       |        |
| 윤-달                   | 군-달           |        |
| 장력-세다               | 장성-세다       |        |
| 제석                    | 젯-돗           |        |
| 총각-무                 | 알-무/알타리-무 |        |
| 칫-솔                   | 잇-솔           |        |
| 포수                    | 총-댕이         |        |

#### 제3절 - 방언
- 제23항 : 방언이던 단어가 표준어보다 더 널리 쓰이게 된 것은, 그것을 표준어로 삼는다. 이 경우, 원래의 표준어는 그대로 표준어로 남겨 두는 것을 원칙으로 한다.(ㄱ을 표준어로 삼고, ㄴ도 표준어로 남겨 둠.)

| ㄱ      | ㄴ       |
| ------- | -------- |
| 멍게    | 우렁쉥이 |
| 물-방개 | 선두리   |
| 애-순   | 어린-순  |

- 제24항 : 방언이던 단어가 널리 쓰이게 됨에 따라 표준어이던 단어가 안 쓰이게 된 것은, 방언이던 단어를 표준어로 삼는다.(ㄱ을 표준어로 삼고, ㄴ을 버림.)

| ㄱ        | ㄴ        | 비고              |
| --------- | --------- | ----------------- |
| 귀밑-머리 | 귓-머리   |                   |
| 까-뭉개다 | 까-무느다 |                   |
| 막상      | 마기      |                   |
| 빈대-떡   | 빈자-떡   |                   |
| 생인-손   | 생안-손   | 준말은 ‘생-손’임. |
| 역-겹다   | 역-스럽다 |                   |
| 코-주부   | 코-보     |                   |

#### 제4절 - 단수 표준어
- 제25항 : 의미가 똑같은 형태가 몇 가지 있을 경우, 그중 어느 하나가 압도적으로 널리 쓰이면, 그 단어만을 표준어로 삼는다.(ㄱ을 표준어로 삼고, ㄴ을 버림.)

| ㄱ              | ㄴ                              | 비고                                                                      |
| --------------- | ------------------------------- | ------------------------------------------------------------------------- |
| -게끔           | -게시리                         |                                                                           |
| 겸사-겸사       | 겸지-겸지/겸두-겸두             |                                                                           |
| 고구마          | 참-감자                         |                                                                           |
| 고치다          | 낫우다                          | 병을 ~.                                                                   |
| 골목-쟁이       | 골목-자기                       |                                                                           |
| 광주리          | 광우리                          |                                                                           |
| 괴통            | 호구                            | 자루를 박는 부분.                                                         |
| 국-물           | 멀-국/말-국                     |                                                                           |
| 군-표           | 군용-어음                       |                                                                           |
| 길-잡이         | 길-앞잡이                       | ‘길라잡이’도 표준어임.                                                    |
| 까치-발         | 까치-다리                       | 선반 따위를 받치는 물건.                                                  |
| 꼬창-모         | 말뚝-모                         | 꼬챙이로 구멍을 뚫으면서 심는 모.                                         |
| 나룻-배         | 나루                            | ‘나루[津]’는 표준어임.                                                    |
| 납-도리         | 민-도리                         |                                                                           |
| 농-지거리       | 기롱-지거리                     | 다른 의미의 ‘기롱지거리’는 표준어임.                                      |
| 다사-스럽다     | 다사-하다                       | 간섭을 잘하다.                                                            |
| 다오            | 다구                            | 이리 ~.                                                                   |
| 담배-꽁초       | 담배-꼬투리/담배-꽁치/담배-꽁추 |                                                                           |
| 담배-설대       | 대-설대                         |                                                                           |
| 대장-일         | 성냥-일                         |                                                                           |
| 뒤져-내다       | 뒤어-내다                       |                                                                           |
| 뒤통수-치다     | 뒤꼭지-치다                     |                                                                           |
| 등-나무         | 등-칡                           |                                                                           |
| 등-때기         | 등-떠리                         | ‘등’의 낮은말.                                                            |
| 등잔-걸이       | 등경-걸이                       |                                                                           |
| 떡-보           | 떡-충이                         |                                                                           |
| 똑딱-단추       | 딸꼭-단추                       |                                                                           |
| 매-만지다       | 우미다                          |                                                                           |
| 먼-발치         | 먼-발치기                       |                                                                           |
| 며느리-발톱     | 뒷-발톱                         |                                                                           |
| 명주-붙이       | 주-사니                         |                                                                           |
| 목-메다         | 목-맺히다                       |                                                                           |
| 밀짚-모자       | 보릿짚-모자                     |                                                                           |
| 바가지          | 열-바가지/열-박                 |                                                                           |
| 바람-꼭지       | 바람-고다리                     | 튜브의 바람을 넣는 구멍에 붙은, 쇠로 만든 꼭지.                           |
| 반-나절         | 나절-가웃                       |                                                                           |
| 반두            | 독대                            | 그물의 한 가지.                                                           |
| 버젓-이         | 뉘연-히                         |                                                                           |
| 본-받다         | 법-받다                         |                                                                           |
| 부각            | 다시마-자반                     |                                                                           |
| 부끄러워-하다   | 부끄리다                        |                                                                           |
| 부스러기        | 부스럭지                        |                                                                           |
| 부지깽이        | 부지팽이                        |                                                                           |
| 부항-단지       | 부항-항아리                     | 부스럼에서 피고름을 빨아내기 위하여 부항을 붙이는 데 쓰는, 자그마한 단지. |
| 붉으락-푸르락   | 푸르락-붉으락                   |                                                                           |
| 비켜-덩이       | 옆-사리미                       | 김맬 때에 흙덩이를 옆으로 빼내는 일, 또는 그 흙덩이.                      |
| 빙충-이         | 빙충-맞이                       | 작은말은 ‘뱅충이’.                                                        |
| 빠-뜨리다       | 빠-치다                         | ‘빠트리다’도 표준어임.                                                    |
| 뻣뻣-하다       | 왜긋다                          |                                                                           |
| 뽐-내다         | 느물다                          |                                                                           |
| 사로-잠그다     | 사로-채우다                     | 자물쇠나 빗장 따위를 반 정도만 걸어 놓다.                                 |
| 살-풀이         | 살-막이                         |                                                                           |
| 상투-쟁이       | 상투-꼬부랑이                   | 상투 튼 이를 놀리는 말.                                                   |
| 새앙-손이       | 생강-손이                       |                                                                           |
| 샛-별           | 새벽-별                         |                                                                           |
| 선-머슴         | 풋-머슴                         |                                                                           |
| 섭섭-하다       | 애운-하다                       |                                                                           |
| 속-말           | 속-소리                         | 국악 용어 ‘속소리’는 표준어임.                                            |
| 손목-시계       | 팔목-시계/팔뚝-시계             |                                                                           |
| 손-수레         | 손-구루마                       | ‘구루마’는 일본어임.                                                      |
| 쇠-고랑         | 고랑-쇠                         |                                                                           |
| 수도-꼭지       | 수도-고동                       |                                                                           |
| 숙성-하다       | 숙-지다                         |                                                                           |
| 순대            | 골-집                           |                                                                           |
| 술-고래         | 술-꾸러기/술-부대/술-보/술-푸대 |                                                                           |
| 식은-땀         | 찬-땀                           |                                                                           |
| 신기-롭다       | 신기-스럽                       | ‘신기-하다’도 표준어임.                                                   |
| 쌍동-밤         | 쪽-밤                           |                                                                           |
| 쏜살-같이       | 쏜살-로                         |                                                                           |
| 아주            | 영판                            |                                                                           |
| 안-걸이         | 안-낚시                         | 씨름 용어.                                                                |
| 안다미-씌우다   | 안다미-시키다                   | 제가 담당할 책임을 남에게 넘기다.                                         |
| 안쓰럽다        | 안-슬프다                       |                                                                           |
| 안절부절-못하다 | 안절부절-하다                   |                                                                           |
| 앉은뱅이-저울   | 앉은-저울                       |                                                                           |
| 알-사탕         | 구슬-사탕                       |                                                                           |
| 암-내           | 곁땀-내                         |                                                                           |
| 앞-지르다       | 따라-먹다                       |                                                                           |
| 애-벌레         | 어린-벌레                       |                                                                           |
| 얕은-꾀         | 물탄-꾀                         |                                                                           |
| 언뜻            | 펀뜻                            |                                                                           |
| 언제나          | 노다지                          |                                                                           |
| 얼룩-말         | 워라-말                         |                                                                           |
| 열심-히         | 열심-으로                       |                                                                           |
| 입-담           | 말-담                           |                                                                           |
| 자배기          | 너벅지                          |                                                                           |
| 전봇-대         | 전선-대                         |                                                                           |
| 쥐락-펴락       | 펴락-쥐락                       |                                                                           |
| -지만           | -지만서도                       | ←-지마는.                                                                 |
| 짓고-땡         | 지어-땡/짓고-땡이               |                                                                           |
| 짧은-작         | 짜른-작                         |                                                                           |
| 찹-쌀           | 이-찹쌀                         |                                                                           |
| 청대-콩         | 푸른-콩                         |                                                                           |
| 칡-범           | 갈-범                           |                                                                           |

#### 제5절 - 복수 표준어
- 제26항 : 한 가지 의미를 나타내는 형태 몇 가지가 널리 쓰이며 표준어 규정에 맞으면, 그 모두를 표준어로 삼는다.

| 복수 표준어                        | 비고                                            |
| ---------------------------------- | ----------------------------------------------- |
| 가는-허리/잔-허리                  |                                                 |
| 가락-엿/가래-엿                    |                                                 |
| 가뭄/가물                          |                                                 |
| 가엾다/가엽다                      | 가엾어/가여워, 가엾은/가여운.                   |
| 감감-무소식/감감-소식              |                                                 |
| 개수-통/설거지-통                  | ‘설겆다’는 ‘설거지하다’로.                      |
| 개숫-물/설거지-물                  |                                                 |
| 갱-엿/검은-엿                      |                                                 |
| -거리다/-대다                      | 가물-, 출렁-.                                   |
| 거위-배/횟-배                      |                                                 |
| 것/해                              | 내 ~, 네 ~, 뉘 ~.                               |
| 게을러-빠지다/게을러-터지다        |                                                 |
| 고깃-간/푸줏-간                    | ‘고깃-관, 푸줏-관, 다림-방’은 비표준어임.       |
| 곰곰/곰곰-이                       |                                                 |
| 관계-없다/상관-없다                |                                                 |
| 교정-보다/준-보다                  |                                                 |
| 구들-재/구재                       |                                                 |
| 귀퉁-머리/귀퉁-배기                | ‘귀퉁이’의 비어임.                              |
| 극성-떨다/극성-부리다              |                                                 |
| 기세-부리다/기세-피우다            |                                                 |
| 기승-떨다/기승-부리다              |                                                 |
| 깃-저고리/배내-옷/배냇-저고리      |                                                 |
| 꼬까/때때/고까                     | ~신, ~옷.                                       |
| 꼬리-별/살-별                      |                                                 |
| 꽃-도미/붉-돔                      |                                                 |
| 나귀/당-나귀                       |                                                 |
| 날-걸/세-뿔                        | 윷판의 쨀밭 다음의 셋째 밭.                     |
| 내리-글씨/세로-글씨                |                                                 |
| 넝쿨/덩굴                          | ‘덩쿨’은 비표준어임.                            |
| 녘/쪽                              | 동~, 서~.                                       |
| 눈-대중/눈-어림/눈-짐작            |                                                 |
| 느리-광이/느림-보/늘-보            |                                                 |
| 늦-모/마냥-모                      | ← 만이앙-모.                                    |
| 다기-지다/다기-차다                |                                                 |
| 다달-이/매-달                      |                                                 |
| -다마다/-고말고                    |                                                 |
| 다박-나룻/다박-수염                |                                                 |
| 닭의-장/닭-장                      |                                                 |
| 댓-돌/툇-돌                        |                                                 |
| 덧-창/겉-창                        |                                                 |
| 독장-치다/독판-치다                |                                                 |
| 동자-기둥/쪼구미                   |                                                 |
| 돼지-감자/뚱딴지                   |                                                 |
| 되우/된통/되게                     |                                                 |
| 두동-무니/두동-사니                | 윷놀이에서, 두 동이 한데 어울려 가는 말.        |
| 뒷-갈망/뒷-감당                    |                                                 |
| 뒷-말/뒷-소리                      |                                                 |
| 들락-거리다/들랑-거리다            |                                                 |
| 들락-날락/들랑-날랑                |                                                 |
| 딴-전/딴-청                        |                                                 |
| 땅-콩/호-콩                        |                                                 |
| 땔-감/땔-거리                      |                                                 |
| -뜨리다/-트리다                    | 깨-, 떨어-, 쏟-.                                |
| 뜬-것/뜬-귀신                      |                                                 |
| 마룻-줄/용총-줄                    | 돛대에 매어 놓은 줄. ‘이어줄’은 비표준어임.     |
| 마-파람/앞-바람                    |                                                 |
| 만장-판/만장-중(滿場中)            |                                                 |
| 만큼/만치                          |                                                 |
| 말-동무/말-벗                      |                                                 |
| 매-갈이/매-조미                    |                                                 |
| 매-통/목-매                        |                                                 |
| 먹-새/먹음-새                      | ‘먹음-먹이’는 비표준어임.                       |
| 멀찌감치/멀찌가니/멀찍이           |                                                 |
| 멱-통/산-멱/산-멱통                |                                                 |
| 면-치레/외면-치레                  |                                                 |
| 모-내다/모-심다                    | 모-내기, 모-심기.                               |
| 모쪼록/아무쪼록                    |                                                 |
| 목판-되/모-되                      |                                                 |
| 목화-씨/면화-씨                    |                                                 |
| 무심-결/무심-중                    |                                                 |
| 물-봉숭아/물-봉선화                |                                                 |
| 물-부리/빨-부리                    |                                                 |
| 물-심부름/물-시중                  |                                                 |
| 물추리-나무/물추리-막대            |                                                 |
| 물-타작/진-타작                    |                                                 |
| 민둥-산/벌거숭이-산                |                                                 |
| 밑-층/아래-층                      |                                                 |
| 바깥-벽/밭-벽                      |                                                 |
| 바른/오른[右]                      | ~손, ~쪽, ~편.                                  |
| 발-모가지/발-목쟁이                | ‘발목’의 비속어임.                              |
| 버들-강아지/버들-개지              |                                                 |
| 벌레/버러지                        | ‘벌거지, 벌러지’는 비표준어임.                  |
| 변덕-스럽다/변덕-맞다              |                                                 |
| 보-조개/볼-우물                    |                                                 |
| 보통-내기/여간-내기/예사-내기      | ‘행-내기’는 비표준어임.                         |
| 볼-따구니/볼-퉁이/볼-때기          | ‘볼’의 비속어임.                                |
| 부침개-질/부침-질/지짐-질          | ‘부치개-질’은 비표준어임.                       |
| 불똥-앉다/등화-지다/등화-앉다      |                                                 |
| 불-사르다/사르다                   |                                                 |
| 비발/비용(費用)                    |                                                 |
| 뾰두라지/뾰루지                    |                                                 |
| 살-쾡이/삵                         | 삵-피.                                          |
| 삽살-개/삽사리                     |                                                 |
| 상두-꾼/상여-꾼                    | ‘상도-꾼, 향도-꾼’은 비표준어임.                |
| 상-씨름/소-걸이                    |                                                 |
| 생/새앙/생강                       |                                                 |
| 생-뿔/새앙-뿔/생강-뿔              | ‘쇠뿔’의 형용.                                  |
| 생-철/양-철                        | 1. ‘서양철’은 비표준어임. 2. ‘生鐵’은 ‘무쇠’임. |
| 서럽다/섧다                        | ‘설다’는 비표준어임.                            |
| 서방-질/화냥-질                    |                                                 |
| 성글다/성기다                      |                                                 |
| -(으)세요/-(으)셔요                |                                                 |
| 송이/송이-버섯                     |                                                 |
| 수수-깡/수숫-대                    |                                                 |
| 술-안주/안주                       |                                                 |
| -스레하다/-스름하다                | 거무-, 발그-.                                   |
| 시늉-말/흉내-말                    |                                                 |
| 시새/세사(細沙)                    |                                                 |
| 신/신발                            |                                                 |
| 신주-보/독보(櫝褓)                 |                                                 |
| 심술-꾸러기/심술-쟁이              |                                                 |
| 씁쓰레-하다/씁쓰름-하다            |                                                 |
| 아귀-세다/아귀-차다                |                                                 |
| 아래-위/위-아래                    |                                                 |
| 아무튼/어떻든/어쨌든/하여튼/여하튼 |                                                 |
| 앉음-새/앉음-앉음                  |                                                 |
| 알은-척/알은-체                    |                                                 |
| 애-갈이/애벌-갈이                  |                                                 |
| 애꾸눈-이/외눈-박이                | ‘외대-박이, 외눈-퉁이’는 비표준어임.            |
| 양념-감/양념-거리                  |                                                 |
| 어금버금-하다/어금지금-하다        |                                                 |
| 어기여차/어여차                    |                                                 |
| 어림-잡다/어림-치다                |                                                 |
| 어이-없다/어처구니-없다            |                                                 |
| 어저께/어제                        |                                                 |
| 언덕-바지/언덕-배기                |                                                 |
| 얼렁-뚱땅/엄벙-뗑                  |                                                 |
| 여왕-벌/장수-벌                    |                                                 |
| 여쭈다/여쭙다                      |                                                 |
| 여태/입때                          | ‘여직’은 비표준어임.                            |
| 여태-껏/이제-껏/입때-껏            | ‘여직-껏’은 비표준어임.                         |
| 역성-들다/역성-하다                | ‘편역-들다’는 비표준어임.                       |
| 연-달다/잇-달다                    |                                                 |
| 엿-가락/엿-가래                    |                                                 |
| 엿-기름/엿-길금                    |                                                 |
| 엿-반대기/엿-자박                  |                                                 |
| 오사리-잡놈/오색-잡놈              | ‘오합-잡놈’은 비표준어임.                       |
| 옥수수/강냉이                      | ~떡, ~묵, ~밥, ~튀김.                           |
| 왕골-기직/왕골-자리                |                                                 |
| 외겹-실/외올-실/홑-실              | ‘홑겹-실, 올-실’은 비표준어임.                  |
| 외손-잡이/한손-잡이                |                                                 |
| 욕심-꾸러기/욕심-쟁이              |                                                 |
| 우레/천둥                          | 우렛-소리, 천둥-소리.                           |
| 우지/울-보                         |                                                 |
| 을러-대다/을러-메다                |                                                 |
| 의심-스럽다/의심-쩍다              |                                                 |
| -이에요/-이어요                    |                                                 |
| 이틀-거리/당-고금                  | 학질의 일종임.                                  |
| 일일-이/하나-하나                  |                                                 |
| 일찌감치/일찌거니                  |                                                 |
| 입찬-말/입찬-소리                  |                                                 |
| 자리-옷/잠-옷                      |                                                 |
| 자물-쇠/자물-통                    |                                                 |
| 장가-가다/장가-들다                | ‘서방-가다’는 비표준어임.                       |
| 재롱-떨다/재롱-부리다              |                                                 |
| 제-가끔/제-각기                    |                                                 |
| 좀-처럼/좀-체                      | ‘좀-체로, 좀-해선, 좀-해’는 비표준어임.         |
| 줄-꾼/줄-잡이                      |                                                 |
| 중신/중매                          |                                                 |
| 짚-단/짚-뭇                        |                                                 |
| 쪽/편                              | 오른~, 왼~.                                     |
| 차차/차츰                          |                                                 |
| 책-씻이/책-거리                    |                                                 |
| 척/체                              | 모르는 ~, 잘난 ~ .                              |
| 천연덕-스럽다/천연-스럽다          |                                                 |
| 철-따구니/철-딱서니/철-딱지        | ‘철-때기’는 비표준어임.                         |
| 추어-올리다/추어-주다              |                                                 |
| 축-가다/축-나다                    |                                                 |
| 침-놓다/침-주다                    |                                                 |
| 통-꼭지/통-젖                      | 통에 붙은 손잡이.                               |
| 파자-쟁이/해자-쟁이                | 점치는 이.                                      |
| 편지-투/편지-틀                    |                                                 |
| 한턱-내다/한턱-하다                |                                                 |
| 해웃-값/해웃-돈                    | ‘해우-차’는 비표준어임.                         |
| 혼자-되다/홀로-되다                |                                                 |
| 흠-가다/흠-나다/흠-지다            |                                                 |

## 제2부 - 표준 발음법[3]

### 제1장 - 총칙
- 제1항 : 표준 발음법은 표준어의 실제 발음을 따르되, 국어의 전통성과 합리성을 고려하여 정함을 원칙으로 한다.

### 제2장 - 자음과 모음
- 제2항 : 표준어의 자음은 다음 19개로 한다.

```
ㄱㄲㄴㄷㄸㄹㅁㅂㅃㅅㅆㅇㅈㅉㅊㅋㅌㅍㅎ
```

- 제3항 : 표준어의 모음은 다음 21개로 한다.

```
ㅏㅐㅑㅒㅓㅔㅕㅖㅗㅘㅙㅚㅛㅜㅝㅞㅟㅠㅡㅢㅣ
```

- 제4항 : ‘ㅏ ㅐ ㅓ ㅔ ㅗ ㅚ ㅜ ㅟ ㅡ ㅣ’는 단모음(單母音)으로 발음한다.
  - 붙임 : ‘ㅚ, ㅟ’는 이중 모음으로 발음할 수 있다.
- 제5항 : ‘ㅑ ㅒ ㅕ ㅖ ㅘ ㅙ ㅛ ㅝ ㅞ ㅠ ㅢ’는 이중 모음으로 발음한다.

다만 1. 용언의 활용형에 나타나는 ‘져, 쪄, 쳐’는 [저, 쩌, 처]로 발음한다.
```
가지어→가져[가저] 찌어→쪄[쩌] 다치어→다쳐[다처]
```

다만 2. ‘예, 례' 이외의 ‘ㅖ’는 [ㅔ]로도 발음한다.
```
계집[계ː집/게ː집] 계시다[계ː시다/게ː시다] 시계[시계/시게](時計) 연계[연계/연게](連繫) 몌별[몌별/메별](袂別) 개폐[개폐/개페](開閉) 혜택[혜ː택/헤ː택](惠澤) 지혜[지혜/지헤](智慧)
```

다만 3. 자음을 첫소리로 가지고 있는 음절의 ‘ㅢ’는 [ㅣ]로 발음한다.
```
늴리리 닁큼 무늬 띄어쓰기 씌어 틔어 희어 희떱다 희망 유희
```

다만 4. 단어의 첫음절 이외의 ‘의’는 [ㅣ]로, 조사 ‘의’는 [ㅔ]로 발음함도 허용한다.
```
주의[주의/주이] 협의[혀븨/혀비] 우리의[우리의/우리에] 강의의[강ː의의/강ː이에]
```

### 제3장 - 음의 길이
- 제6항 : 모음의 장단을 구별하여 발음하되, 단어의 첫음절에서만 긴소리가 나타나는 것을 원칙으로 한다.

```
(1)
 눈보라[눈ː보라] 말씨[말ː씨] 밤나무[밤ː나무] 많다[만ː타] 멀리[멀ː리] 벌리다[벌ː리다]

(2)
 첫눈[천눈] 참말[참말] 쌍동밤[쌍동밤] 수많이[수ː마니] 눈멀다[눈멀다] 떠벌리다[떠벌리다]
```

다만, 합성어의 경우에는 둘째 음절 이하에서도 분명한 긴소리를 인정한다.
```
반신반의[반ː신바ː늬/반ː신바ː니] 재삼재사[재ː삼재ː사]
```

- - 붙임 : 용언의 단음절 어간에 어미 ‘-아/-어’가 결합되어 한 음절로 축약되는 경우에도 긴소리로 발음한다.

```
보아→봐[봐ː] 기어→겨[겨ː] 되어→돼[돼ː] 두어→둬[둬ː] 하여→해[해ː]
```

다만, ‘오아→와, 지어→져, 찌어→쪄, 치어→쳐’ 등은 긴소리로 발음하지 않는다.
- 제7항 : 긴소리를 가진 음절이라도, 다음과 같은 경우에는 짧게 발음한다.

1. 단음절인 용언 어간에 모음으로 시작된 어미가 결합되는 경우
```
감다[감ː따] ― 감으니[가므니] 밟다[밥ː따] ― 밟으면[발브면] 신다[신ː따] ― 신어[시너] 알다[알ː다] ― 알아[아라]
```

다만, 다음과 같은 경우에는 예외적이다.
```
끌다[끌ː다] ― 끌어[끄ː러] 떫다[떨ː따] ― 떫은[떨ː븐] 벌다[벌ː다] ― 벌어[버ː러] 썰다[썰ː다] ― 썰어[써ː러] 없다[업ː따] ― 없으니[업ː쓰니]
```

2. 용언 어간에 피동, 사동의 접미사가 결합되는 경우
```
감다[감ː따] ― 감기다[감기다] 꼬다[꼬ː다] ― 꼬이다[꼬이다] 밟다[밥ː따] ― 밟히다[발피다]
```

다만, 다음과 같은 경우에는 예외적이다.
```
끌리다[끌ː리다] 벌리다[벌ː리다] 없애다[업ː쌔다]
```

- - 붙임 : 다음과 같은 복합어에서는 본디의 길이에 관계없이 짧게 발음한다.

```
밀-물 썰-물 쏜-살-같이 작은-아버지
```

### 제4장 - 받침의 발음
- 제8항 : 받침소리로는 ‘ㄱ, ㄴ, ㄷ, ㄹ, ㅁ, ㅂ, ㅇ’의 7개 자음만 발음한다.
- 제9항 : 받침 ‘ㄲ, ㅋ’, ‘ㅅ, ㅆ, ㅈ, ㅊ, ㅌ’, ‘ㅍ’은 어말 또는 자음 앞에서 각각 대표음 [ㄱ, ㄷ, ㅂ]으로 발음한다.

```
닦다[닥따] 키읔[키윽] 키읔과[키윽꽈]
옷[옫] 웃다[욷ː따] 있다[읻따] 젖[젇] 빚다[빋따] 꽃[꼳] 쫓다[쫃따] 솥[솓] 뱉다[밷ː따]
앞[압] 덮다[덥따]
```

- 제10항 : 겹받침 ‘ㄳ’, ‘ㄵ’, ‘ㄼ, ㄽ, ㄾ’, ‘ㅄ’은 어말 또는 자음 앞에서 각각 [ㄱ, ㄴ, ㄹ, ㅂ]으로 발음한다.

```
넋[넉] 넋과[넉꽈]
앉다[안따]
여덟[여덜] 넓다[널따] 외곬[외골] 핥다[할따]
값[갑] 없다[업ː따]
```

다만, ‘밟-’은 자음 앞에서 [밥]으로 발음하고, ‘넓-’은 다음과 같은 경우에 [넙]으로 발음한다.
```
(1)
 밟다[밥ː따] 밟소[밥ː쏘] 밟지[밥ː찌] 밟는[밥ː는→밤ː는] 밟게[밥ː께] 밟고[밥ː꼬]

(2)
 넓-죽하다[넙쭈카다] 넓-둥글다[넙뚱글다]
```

- 제11항 : 겹받침 ‘ㄺ, ㄻ, ㄿ’은 어말 또는 자음 앞에서 각각 [ㄱ, ㅁ, ㅂ]으로 발음한다.

```
닭[닥] 흙과[흑꽈] 맑다[막따] 늙지[늑찌] 삶[삼ː] 젊다[점ː따] 읊고[읍꼬] 읊다[읍따]
```

다만, 용언의 어간 말음 ‘ㄺ’은 ‘ㄱ’ 앞에서 [ㄹ]로 발음한다.
```
맑게[말께] 묽고[물꼬] 얽거나[얼꺼나]
```

- 제12항 : 받침 ‘ㅎ’의 발음은 다음과 같다.

1. ‘ㅎ(ㄶ, ㅀ)’ 뒤에 ‘ㄱ, ㄷ, ㅈ’이 결합되는 경우에는, 뒤 음절 첫소리와 합쳐서 [ㅋ, ㅌ, ㅊ]으로 발음한다.
```
놓고[노코] 좋던[조ː턴] 쌓지[싸치] 많고[만ː코] 않던[안턴] 닳지[달치]
```

- - 붙임 1 : 받침 ‘ㄱ(ㄺ), ㄷ, ㅂ(ㄼ), ㅈ(ㄵ)’이 뒤 음절 첫소리 ‘ㅎ’과 결합되는 경우에도, 역시 두 음을 합쳐서 [ㅋ, ㅌ, ㅍ, ㅊ]으로 발음한다.

```
각하[가카] 먹히다[머키다] 밝히다[발키다] 맏형[마텽] 좁히다[조피다] 넓히다[널피다] 꽂히다[꼬치다] 앉히다[안치다]
```

- - 붙임 2 : 규정에 따라 'ㄷ'으로 발음되는 ‘ㅅ, ㅈ, ㅊ, ㅌ’의 경우에도 이에 준한다.

```
옷 한 벌[오탄벌]  낮 한때[나탄때]  꽃 한 송이[꼬탄송이]  숱하다[수타다]
```

2. ‘ㅎ(ㄶ, ㅀ)’ 뒤에 ‘ㅅ’이 결합되는 경우에는, ‘ㅅ’을 [ㅆ]으로 발음한다.
```
닿소[다ː쏘] 많소[만ː쏘] 싫소[실쏘]
```

3. ‘ㅎ’ 뒤에 ‘ㄴ’이 결합되는 경우에는, [ㄴ]으로 발음한다.
```
놓는[논는] 쌓네[싼네]
```

- - 붙임 : ‘ㄶ, ㅀ’ 뒤에 ‘ㄴ’이 결합되는 경우에는, ‘ㅎ’을 발음하지 않는다.

```
않네[안네] 않는[안는] 뚫네[뚤네→뚤레] 뚫는[뚤는→뚤른]
```

※ ‘뚫네[뚤네→뚤레], 뚫는[뚤는→뚤른]’에 대해서는 제20항 참조.
4. ‘ㅎ(ㄶ, ㅀ)’ 뒤에 모음으로 시작된 어미나 접미사가 결합되는 경우에는, ‘ㅎ’을 발음하지 않는다.
```
낳은[나은] 놓아[노아] 쌓이다[싸이다] 많아[마ː나] 않은[아는] 닳아[다라] 싫어도[시러도]
```

- 제13항 : 홑받침이나 쌍받침이 모음으로 시작된 조사나 어미, 접미사와 결합되는 경우에는, 제 음가대로 뒤 음절 첫소리로 옮겨 발음한다.

```
깎아[까까] 옷이[오시] 있어[이써] 낮이[나지] 꽂아[꼬자] 꽃을[꼬츨] 쫓아[쪼차] 밭에[바테] 앞으로[아프로] 덮이다[더피다]
```

- 제14항 : 겹받침이 모음으로 시작된 조사나 어미, 접미사와 결합되는 경우에는, 뒤엣것만을 뒤 음절 첫소리로 옮겨 발음한다.(이 경우, ‘ㅅ’은 된소리로 발음함.)

```
넋이[넉씨] 앉아[안자] 닭을[달글] 젊어[절머] 곬이[골씨] 핥아[할타] 읊어[을퍼] 값을[갑쓸] 없어[업ː써]
```

- 제15항 : 받침 뒤에 모음 ‘ㅏ, ㅓ, ㅗ, ㅜ, ㅟ’들로 시작되는 실질 형태소가 연결되는 경우에는, 대표음으로 바꾸어서 뒤 음절 첫소리로 옮겨 발음한다.

```
밭 아래[바다래]  늪 앞[느밥]  젖어미[저더미]  맛없다[마덥따]  겉옷[거돋]  헛웃음[허두슴]  꽃 위[꼬뒤]
```

다만, ‘맛있다, 멋있다’는 [마싣따], [머싣따]로도 발음할 수 있다.
- - 붙임 : 겹받침의 경우에는, 그중 하나만을 옮겨 발음한다.

```
넋 없다[너겁따] 닭 앞에[다가페] 값어치[가버치] 값있는[가빈는]
```

- 제16항 : 한글 자모의 이름은 그 받침소리를 연음하되, ‘ㄷ, ㅈ, ㅊ, ㅋ, ㅌ, ㅍ, ㅎ’의 경우에는 특별히 다음과 같이 발음한다.

```
디귿이[디그시] 디귿을[디그슬] 디귿에[디그세]
지읒이[지으시] 지읒을[지으슬] 지읒에[지으세]
치읓이[치으시] 치읓을[치으슬] 치읓에[치으세]
키읔이[키으기] 키읔을[키으글] 키읔에[키으게]
티읕이[티으시] 티읕을[티으슬] 티읕에[티으세]
피읖이[피으비] 피읖을[피으블] 피읖에[피으베]
히읗이[히으시] 히읗을[히으슬] 히읗에[히으세]
```

### 제5장 - 음의 동화
- 제17항 : 받침 ‘ㄷ, ㅌ(ㄾ)’이 조사나 접미사의 모음 ‘ㅣ’와 결합되는 경우에는, [ㅈ, ㅊ]으로 바꾸어서 뒤 음절 첫소리로 옮겨 발음한다.

```
곧이듣다[고지듣따] 굳이[구지] 미닫이[미ː다지] 땀받이[땀바지] 밭이[바치] 벼훑이[벼훌치]
```

- - 붙임 : ‘ㄷ’ 뒤에 접미사 ‘히’가 결합되어 ‘티’를 이루는 것은 [치]로 발음한다.

```
굳히다[구치다] 닫히다[다치다] 묻히다[무치다]
```

- 제18항 : 받침 ‘ㄱ(ㄲ, ㅋ, ㄳ, ㄺ), ㄷ(ㅅ, ㅆ, ㅈ, ㅊ, ㅌ, ㅎ), ㅂ(ㅍ, ㄼ, ㄿ, ㅄ)’은 ‘ㄴ, ㅁ’ 앞에서 [ㅇ, ㄴ, ㅁ]으로 발음한다.

```
먹는[멍는] 국물[궁물] 깎는[깡는] 키읔만[키응만] 몫몫이[몽목씨] 긁는[긍는] 흙만[흥만]
닫는[단는] 짓는[진ː는] 옷맵시[온맵씨] 있는[인는] 맞는[만는] 젖멍울[전멍울] 쫓는[쫀는] 꽃망울[꼰망울] 붙는[분는] 놓는[논는]
잡는[잠는] 밥물[밤물] 앞마당[암마당] 밟는[밤ː는] 읊는[음는] 없는[엄ː는]
```

- - 붙임 : 두 단어를 이어서 한 마디로 발음하는 경우에도 이와 같다.

```
책 넣는다[챙넌는다]  흙 말리다[흥말리다]  옷 맞추다[온맏추다]  밥 먹는다[밤멍는다]  값 매기다[감매기다]
```

- 제19항 : 받침 ‘ㅁ, ㅇ’ 뒤에 연결되는 ‘ㄹ’은 [ㄴ]으로 발음한다.

```
담력[담ː녁] 침략[침ː냑] 강릉[강능] 항로[항ː노] 대통령[대ː통녕]
```

- - 붙임 : 받침 ‘ㄱ, ㅂ’ 뒤에 연결되는 ‘ㄹ’도 [ㄴ]으로 발음한다.

```
막론[막논→망논] 석류[석뉴→성뉴] 협력[협녁→혐녁] 법리[법니→범니]
```

- 제20항 : ‘ㄴ’은 ‘ㄹ’의 앞이나 뒤에서 [ㄹ]로 발음한다.

```
(1)
 난로[날ː로] 신라[실라] 천리[철리] 광한루[광ː할루] 대관령[대ː괄령]

(2)
 칼날[칼랄] 물난리[물랄리] 줄넘기[줄럼끼] 할는지[할른지]
```

- - 붙임 : 첫소리 ‘ㄴ’이 ‘ㅀ’, ‘ㄾ’ 뒤에 연결되는 경우에도 이에 준한다.

```
닳는[달른] 뚫는[뚤른] 핥네[할레]
```

다만, 다음과 같은 단어들은 ‘ㄹ’을 [ㄴ]으로 발음한다.
```
의견란[의ː견난] 임진란[임ː진난] 생산량[생산냥] 결단력[결딴녁] 공권력[공꿘녁] 동원령[동ː원녕] 상견례[상견녜] 횡단로[횡단노] 이원론[이ː원논] 입원료[이붠뇨] 구근류[구근뉴]
```

- 제21항 : 위에서 지적한 이외의 자음 동화는 인정하지 않는다.

```
감기[감ː기](×[강ː기]) 옷감[옫깜](×[옥깜]) 있고[읻꼬](×[익꼬]) 꽃길[꼳낄](×[꼭낄]) 젖먹이[전머기](×[점머기]) 문법[문뻡](×[뭄뻡]) 꽃밭[꼳빧](×[꼽빧])
```

- 제22항 : 다음과 같은 용언의 어미는 [어]로 발음함을 원칙으로 하되, [여]로 발음함도 허용한다.

```
되어[되어/되여] 피어[피어/피여]
```

- - 붙임 : ‘이오, 아니오’도 이에 준하여 [이요, 아니요]로 발음함을 허용한다.

### 제5장 - 경음화
- 제23항 : 받침 ‘ㄱ(ㄲ, ㅋ, ㄳ, ㄺ), ㄷ(ㅅ, ㅆ, ㅈ, ㅊ, ㅌ), ㅂ(ㅍ, ㄼ, ㄿ, ㅄ)’ 뒤에 연결되는 ‘ㄱ, ㄷ, ㅂ, ㅅ, ㅈ’은 된소리로 발음한다.

```
국밥[국빱] 깎다[깍따] 넋받이[넉빠지] 삯돈[삭똔] 닭장[닥짱] 칡범[칙뻠]
뻗대다[뻗때다] 옷고름[옫꼬름] 있던[읻떤] 꽂고[꼳꼬] 꽃다발[꼳따발] 낯설다[낟썰다] 밭갈이[받까리] 솥전[솓쩐]
곱돌[곱똘] 덮개[덥깨] 옆집[엽찝] 넓죽하다[넙쭈카다] 읊조리다[읍쪼리다] 값지다[갑찌다]
```

- 제24항 : 어간 받침 ‘ㄴ(ㄵ), ㅁ(ㄻ)’ 뒤에 결합되는 어미의 첫소리 ‘ㄱ, ㄷ, ㅅ, ㅈ’은 된소리로 발음한다.

```
신고[신ː꼬] 껴안다[껴안따] 앉고[안꼬] 얹다[언따] 삼고[삼ː꼬] 더듬지[더듬찌] 닮고[담ː꼬] 젊지[점ː찌]
```

다만, 피동, 사동의 접미사 ‘-기-’는 된소리로 발음하지 않는다.
```
안기다 감기다 굶기다 옮기다
```

- 제25항 : 어간 받침 ‘ㄼ, ㄾ’ 뒤에 결합되는 어미의 첫소리 ‘ㄱ, ㄷ, ㅅ, ㅈ’은 된소리로 발음한다.

```
넓게[널께] 핥다[할따] 훑소[훌쏘] 떫지[떨ː찌]
```

- 제26항 : 한자어에서, ‘ㄹ’ 받침 뒤에 연결되는 ‘ㄷ, ㅅ, ㅈ’은 된소리로 발음한다.

```
갈등[갈뜽] 발동[발똥] 절도[절또] 말살[말쌀] 불소[불쏘](弗素) 일시[일씨] 갈증[갈쯩] 물질[물찔] 발전[발쩐] 몰상식[몰쌍식] 불세출[불쎄출]
```

다만, 같은 한자가 겹쳐진 단어의 경우에는 된소리로 발음하지 않는다.
```
허허실실[허허실실](虛虛實實) 절절-하다[절절하다](切切-)
```

- 제27항 : 관형사형 ‘-(으)ㄹ’ 뒤에 연결되는 ‘ㄱ, ㄷ, ㅂ, ㅅ, ㅈ’은 된소리로 발음한다.

```
할 것을[할꺼슬]  갈 데가[갈떼가]  할 바를[할빠를]  할 수는[할쑤는]  할 적에[할쩌게]  갈 곳[갈꼳]  할 도리[할또리]  만날 사람[만날싸람]
```

다만, 끊어서 말할 적에는 예사소리로 발음한다.
- - 붙임 : ‘-(으)ㄹ’로 시작되는 어미의 경우에도 이에 준한다.

```
할걸[할껄] 할밖에[할빠께] 할세라[할쎄라] 할수록[할쑤록] 할지라도[할찌라도] 할지언정[할찌언정] 할진대[할찐대]
```

- 제28항 : 표기상으로는 사이시옷이 없더라도, 관형격 기능을 지니는 사이시옷이 있어야 할(휴지가 성립되는) 합성어의 경우에는, 뒤 단어의 첫소리 ‘ㄱ, ㄷ, ㅂ, ㅅ, ㅈ’을 된소리로 발음한다.

```
문-고리[문꼬리] 눈-동자[눈똥자] 신-바람[신빠람] 산-새[산쌔] 손-재주[손째주]
길-가[길까] 물-동이[물똥이] 발-바닥[발빠닥] 굴-속[굴ː쏙] 술-잔[술짠]
바람-결[바람껼] 그믐-달[그믐딸] 아침-밥[아침빱] 잠-자리[잠짜리]
강-가[강까] 초승-달[초승딸] 등-불[등뿔] 창-살[창쌀] 강-줄기[강쭐기]
```

### 제7장 - 음의 첨가
- 제29항 : 합성어 및 파생어에서, 앞 단어나 접두사의 끝이 자음이고 뒤 단어나 접미사의 첫음절이 ‘이, 야, 여, 요, 유’인 경우에는, ‘ㄴ’ 음을 첨가하여 [니, 냐, 녀, 뇨, 뉴]로 발음한다.

```
솜-이불[솜ː니불] 홑-이불[혼니불] 막-일[망닐] 삯-일[상닐] 맨-입[맨닙] 꽃-잎[꼰닙]
내복-약[내ː봉냑]
한-여름[한녀름] 남존-여비[남존녀비] 신-여성[신녀성] 색-연필[생년필] 직행-열차[지캥녈차] 늑막-염[능망념] 콩-엿[콩녇]
담-요[담ː뇨] 눈-요기[눈뇨기] 영업-용[영엄뇽]
식용-유[시굥뉴] 백분-율[백뿐뉼] 밤-윷[밤ː뉻]
```

다만, 다음과 같은 말들은 ‘ㄴ’ 음을 첨가하여 발음하되, 표기대로 발음할 수 있다.
```
이죽-이죽[이중니죽/이주기죽] 야금-야금[야금냐금/야그먀금] 검열[검ː녈/거ː멸] 욜랑-욜랑[욜랑뇰랑/욜랑욜랑] 금융[금늉/그뮹]
```

- - 붙임 1 : ‘ㄹ’ 받침 뒤에 첨가되는 ‘ㄴ’ 음은 [ㄹ]로 발음한다.

```
들-일[들ː릴] 솔-잎[솔립] 설-익다[설릭따] 물-약[물략] 불-여우[불려우] 서울-역[서울력] 물-엿[물렫] 휘발-유[휘발류] 유들-유들[유들류들]
```

- - 붙임 2 : 두 단어를 이어서 한 마디로 발음하는 경우에도 이에 준한다.

```
한 일[한닐]  옷 입다[온닙따]  서른여섯[서른녀섣]  3 연대[삼년대]  먹은 엿[머근녇]  할 일[할릴]  잘 입다[잘립따]스물여섯[스물려섣]  1 연대[일련대]  먹을 엿[머글렫]
```

다만, 다음과 같은 단어에서는 ‘ㄴ(ㄹ)’ 음을 첨가하여 발음하지 않는다.
```
6·25[유기오] 3·1절[사밀쩔] 송별-연[송ː벼련] 등-용문[등용문]
```

- 제30항 : 사이시옷이 붙은 단어는 다음과 같이 발음한다.

1. ‘ㄱ, ㄷ, ㅂ, ㅅ, ㅈ’으로 시작하는 단어 앞에 사이시옷이 올 때는 이들 자음만을 된소리로 발음하는 것을 원칙으로 하되, 사이시옷을 [ㄷ]으로 발음하는 것도 허용한다.
```
냇가[내ː까/낻ː까] 샛길[새ː낄/샏ː낄] 빨랫돌[빨래똘/빨랟똘] 콧등[코뜽/콛뜽] 깃발[기빨/긷빨] 대팻밥[대ː패빱/대ː팯빱] 햇살[해쌀/핻쌀] 뱃속[배쏙/밷쏙] 뱃전[배쩐/밷쩐] 고갯짓[고개찓/고갣찓]
```

2. 사이시옷 뒤에 ‘ㄴ, ㅁ’이 결합되는 경우에는 [ㄴ]으로 발음한다.
```
콧날[콛날→콘날] 아랫니[아랟니→아랜니] 툇마루[퇻ː마루→퇸ː마루] 뱃머리[밷머리→밴머리]
```

3. 사이시옷 뒤에 ‘이’ 음이 결합되는 경우에는 [ㄴㄴ]으로 발음한다.
```
베갯잇[베갣닏→베갠닏] 깻잎[깯닙→깬닙] 나뭇잎[나묻닙→나문닙] 도리깻열[도리깯녈→도리깬녈] 뒷윷[뒫ː뉻→뒨ː뉻]
```

## 같이 보기
- 표준어 규정
  - 표준어 사정 원칙
  - 표준 발음법